# Pseudomonoxenus crossotoides
Pseudomonoxenus crossotoides là một loài bọ cánh cứng trong họ Cerambycidae.